# اندی پولو
اندی پولو (انگلیسی: Andy Polo؛ زادهٔ ۲۹ سپتامبر ۱۹۹۴) بازیکن فوتبال اهل پرو است.
از باشگاه‌هایی که در آن بازی کرده‌است می‌توان به باشگاه فوتبال اینتر میلان و تیم ملی فوتبال پرو اشاره کرد.
وی همچنین در تیم‌های ملی فوتبال Peru U-15 Peru U-17 Peru U-20 Peru بازی کرده‌است.